# Хааст, Билл
Билл Хааст (англ. Bill Haast; 30 декабря 1910 — 15 июня 2011) — американский змеелов и герпетолог, в 1947—1984 годах владелец и руководитель Серпентария Майами (Miami Serpentarium), находившегося к югу от Майами, в котором он развлекал посетителей, вживую извлекая яд из обитавших в серпентарии ядовитых змей. После закрытия серпентария он открыл серию лабораторий серпентария Майами (Miami Serpentarium Laboratories) в городе Пунта-Горда, где выпускался змеиный яд специально для научных исследований (в том числе и для медицинских).
Хааст ещё с детства добывал яд ядовитых змей: обычно он сцеживал яд, удерживая змею за голову и заставляя её кусать резиновую мембрану, в которой скрывался пузырёк, наполнявшийся ядом. В результате подобных опытов Хааст к середине 2008 года перенёс 172 укуса, почти все из которых были зафиксированы в Книге рекордов Гиннесса как смертельно опасные. Благодаря этому он стал рекордсменом Книги по числу укусов ядовитых змей, после которых при этом остался жив. Сам Хааст скептически относился к этому рекорду, утверждая, что никогда не ставил перед собой цель быть укушенным.

## Ранние годы
Билл Хааст родился 30 декабря 1910 года в Нью-Джерси. Змеями он интересовался с детства, а именно с 11 лет, когда оказался в летнем лагере бойскаутов.
Через год Хааста впервые укусила змея, когда он пытался сбежать из лагеря — этой змеёй был полосатый гремучник. После укуса Билл сам оказал себе первую помощь, сделав крестообразные надрезы над местами укуса, промыв рану марганцовкой и наложив повязку. После этого он прошагал семь километров пешком, прежде чем добрался до палатки первой помощи в лагере. К тому моменту у него распухла рука, однако он достаточно быстро оправился от последствий укуса без какого-либо дополнительного лечения.
В том же году Билла второй раз укусила змея, которой оказался на этот раз медноголовый щитомордник. Однако Билл запасся инструментами первой помощи на случай укуса змеи, и друг сделал ему инъекцию антивенина, нейтрализовавшего яд: сам Билл пролежал в больнице неделю. Со временем он стал собирать разных змей: несмотря на изначальные возражения матери, он всё же сумел добиться разрешения держать их у себя дома. Билл самостоятельно усвоил правила того, как ловить змей и обращаться с ними. С одной из гремучих змей он обращался так легко, что даже позировал фотографу, держа гремучую змею у себя на коленях. Начиная с 15 лет, Билл стал сцеживать змеиный яд.

## Змеелов
В возрасте 16 лет Билл ушёл из школы, а в 19 лет стал компаньоном организатора придорожного серпентария и переехал с ним во Флориду. Там он познакомился с человеком, жившим на окраине Эверглейдса и гнавшим самогон: благодаря ему Хааст стал ловить разных диких змей и сцеживать их яд.
Поначалу Билл собирал змей, заказывая их по почте через каталоги. Вскоре он вернулся домой, где его мать арендовала торговый киоск на курорте у озера, и организовал собственную выставку змей. Там же он познакомился со своей первой супругой Энн, с которой переехал во Флориду, где мечтал открыть собственную «змеиную ферму». В то время, как его первая жена была беременна их сыном Биллом-младшим, Хааст лишился работы в спикизи, куда в какой-то момент внезапно нагрянули агенты налоговой службы. Пара вернулась в Нью-Джерси, где Хааст четыре года учился на авиамеханика и получил сертификат.
Хааст устроился работать в компании Pan American World Airways, а во время Второй мировой войны служил авиамехаником в корпусе армейской авиации. Он часто летал в Южную Америку, Африку и Индию, где собирал змей. С его слов, законодательство не запрещало перевозить змей самолётами, но члены экипажа не одобряли его поступки и не радовались факту перевозки змей в самолётах.

### Серпентарий
В 1946 году Хааст приобрёл большой земельный участок вдоль автомагистрали US 1 к югу от Майами, продал свой дом и начал строить собственный серпентарий. Его жена не одобряла увлечение Билла и развелась с ним: сын Билл-младший остался с отцом. Билл Хааст-старший продолжил работать в Pan Am авиамехаником, занимаясь строительством серпентария. В эти же годы он познакомился со своей второй супругой Кларитой Мэттьюс.
В конце 1947 года недостроенный серпентарий открылся: на протяжении первых пяти лет единственными сотрудниками были Билл, Кларита и их сын, однако вскоре сын, перенёсший четыре укуса ядовитых змей, ушёл с работы. Серпентарий ежегодно посещало 50 тысяч туристов. Главным элементом развлечений было сцеживание Хаастом змеиного яда. К 1965 году в серпентарии было более 500 змей в 400 клетках и трёх больших ямах. Хааст сцеживал яд от 70 до 100 раз на дню у 60 видов разных ядовитых змей: зрители платили деньги, чтобы посмотреть на то, как это делал Хааст. Билл обычно выпускал змею на стол, хватал её голыми руками и заставлял её выплёскивать яд в специальный пузырёк, скрытый за резиновой мембраной.
После открытия серпентариума Хааст стал в порядке эксперимента вводить себе в малых дозах змеиный яд, полагая, что это может усилить невосприимчивость его организма к токсинам и продлить жизнь. В частности, он вводил себе яд таких змей, как королевская кобра, очковая змея и капская кобра (подобная практика была известна ещё со времён Митридата VI и получила название митридатизм). Первый раз его укусила кобра в течение первого года с момента начала подобной практики. В 1954 году Билла укусил индийский крайт, и его иммунитет оказался не готов к ядам: Билла срочно отправили в больницу, где он пробыл несколько дней. Из Индии ему доставили антивенин самолётом, летевшим двое суток, однако Хааст отказался принимать препарат и сумел восстановиться своими силами. В течение 1950-х годов Хааст перенёс около 20 укусов кобр: в 1962 году его впервые укусила королевская кобра. Также его кусала зелёная мамба.
Хааст был донором крови: выделенными из его крови антителами врачи лечили людей, пострадавших от змеиных укусов. Это делалось в тех случаях, когда под рукой не было противоядия: по оценкам Florida Trend и The New York Times, усилиями Хааста было спасено подобным образом не менее 20 человек. Он также стремился доказать, что выработка иммунитета к змеиному яду может помочь излечиться от таких заболеваний, как рассеянный склероз, волчанка, артрит и болезнь Паркинсона. У него был проект использовать препарат на основе ядов пяти змей — кобры, водяного щитомордника, крайты, мамбы и гремучей змеи. Хааст действительно участвовал в разработках экспериментальных медикаментозных препаратов против рассеянного склероза и артрита: благодаря помощи Хааса врачи спасли около 6000 пациентов. 
В 1949 году он поставил змеиный яд университету Майами для попыток создать вакцину от полиомиелита. Впрочем, хотя проводившиеся эксперименты давали многобещающие результаты, другая группа ученых в 1955 году под руководством Джонаса Солк сумела получить вакцину против полиомиелита без использования змеиного яда.
3 сентября 1977 года в серпентарии произошла трагедия: крокодил, который прожил в серпентарии 20 лет и не становился участником никаких инцидентов, загрыз 6-летнего мальчика, который случайно упал в яму к крокодилу. Отец мальчика и ещё один мужчина, Николас Колино (Nicolas Caulineau), прыгнули вслед, чтобы достать пострадавшего, но не смогли его спасти. Потрясённый случившимся Хааст застрелил крокодила, сделав в него 9 выстрелов из пистолета Люгера: здоровенная рептилия массой 860 кг агонизировала около часа, прежде чем умереть. Гибель ребёнка стала настолько сильной психологической травмой, что это вскоре привело к закрытию серпентария. Хааст утверждал журналистам в интервью, что больше не хочет иметь дело с этим парком развлечений на шоссе Дикси, хотя отец ребёнка уверял, что владелец не был виноват в трагедии. Хааст при этом не прекратил свои исследования в области змеиных ядов. Серпентарий был закрыт только в 1984 году.

## Последние годы жизни
После закрытия серпентария  Хааст уехал на несколько лет в Юту, а в 1990 году переехал в город Пунта-Горда во Флориде со своими змеями, где учредил сеть лабораторий серпентария Майами (Miami Serpentarium Laboratories). В 2003 году ему пришлось ампутировать палец после того, как его укусила малайская ямочная гадюка, и он прекратил у себя держать ядовитых змей. По состоянию на 2008 год его жена всё ещё делала ему небольшие инъекции змеиного яда.
В интервью газете Florida Trend, взятом в августе 2008 года, Хааст сказал, что он всегда ощущал, что проживёт достаточно долго, однако он не был уверен до конца, связано ли его долголетие с постоянным приёмом сцеженного змеиного яда. В декабре 2010 года он отметил своё 100-летие, а 15 июня 2011 года его не стало.